# 제3의 길 (팔레스타인의 정당)
제3의 길은 팔레스타인의 정당이다. 사회민주주의 정당인 파타, 이슬람주의 정당인 하마스 양당 체제에 대한 대안으로 만들어진 정당이며 자유주의적 색채가 가미된 것이 특징이다. 파타와 하마스 간의 분쟁을 중재하는 역할을 하지만 두 사이의 입장을 포괄한 중립적 입장을 취한 정당이라기 보다는 완전히 색다른 성향의 정당이라고 보는 것이 타당하다.